# One team in Tallinn
L'espressione "one team in Tallinn" (che in inglese significa "una squadra a Tallinn") indica la partita di calcio prevista per il 9 ottobre 1996 tra le Nazionali estone e scozzese, valida per le qualificazioni al Mondiale 1998. 

## Antefatti
Oltre ad Estonia e Scozia, nel gruppo 4 erano presenti: Austria, Bielorussia, Lettonia e Svezia. Nei precedenti impegni le 2 squadre avevano ottenuto, rispettivamente, 3 e 4 punti. 
Il giorno precedente la gara, la delegazione scozzese riscontrò problemi all'impianto di illuminazione del Kadriorg Stadium (dove si stava allenando) segnalando il problema alla FIFA: si decise così di anticipare l'inizio della partita dalle 18:45 alle 15. La squadra di casa, in segno di protesta contro lo spostamento della gara, scelse quindi di non partecipare.

## Incontro e tabellino
Mercoledì 9 ottobre, soltanto la formazione scozzese scese in campo accompagnata dal coro dei Tartan Army «One team in Tallinn, there's only one team in Tallinn». Al calcio d'inizio, Dodds passò il pallone a Collins ma l'arbitro fischiò la fine dopo appena 3" per l'assenza degli avversari.
| Arbitro: | Radoman |

|  |            |                                                                                       |
|  | Formazioni | Goram McNamara Boyd Calderwood McKinlay Burley Lambert Collins McGinlay Dodds Jackson |

## Le conseguenze
In via provvisoria, alla Scozia fu assegnato il 3-0 a tavolino. Il 7 novembre, la FIFA ordinò invece la ripetizione in campo neutro: la gara fu dunque recuperata l'11 febbraio 1997, al Louis II di Monaco, e terminò 0-0. Gli scozzesi chiusero il girone dietro gli austriaci, qualificandosi al Mondiale come miglior seconda.